# Lill-Ålsjön
Lill-Ålsjön är en sjö i Söderhamns kommun i Hälsingland och ingår i Norralaån-Ljusnans kustområde. Sjön är 6 meter djup, har en yta på 0,306 kvadratkilometer och är belägen 29,7 meter över havet. Sjön avvattnas av vattendraget Gussisjöån.

## Delavrinningsområde
Lill-Ålsjön ingår i det delavrinningsområde (679183-157160) som SMHI kallar för Utloppet av Lill-Ålsjön. Medelhöjden är 33 meter över havet och ytan är 0,84 kvadratkilometer. Räknas de 4 avrinningsområdena uppströms in blir den ackumulerade arean 8,56 kvadratkilometer. Avrinningsområdets utflöde Gussisjöån mynnar i havet. Avrinningsområdet består mestadels av skog (61 procent). Avrinningsområdet har 0,26 kvadratkilometer vattenytor vilket ger det en sjöprocent på 31,3 procent.